# Paravonones biserratus
Paravonones biserratus is een hooiwagen uit de familie Cosmetidae.